# 乌马里扎尔
乌马里扎尔（葡萄牙語：Umarizal）是巴西北大河州的一个市镇。总面积213.582平方公里，总人口11098人，人口密度52人/平方公里。